# Grbavci (Czarnogóra)
Grbavci (cyr. Грбавци) – wieś w Czarnogórze, w gminie Podgorica. W 2011 roku liczyła 577 mieszkańców.